# دنيس كوشرين
دنيس كوشرين هو سياسي كندي، ولد في 26 أكتوبر 1950 في مونكتون في كندا. نشط حزبياً في الحزب الكندي التقدمي المحافظ. وقد انتخب عضو الجمعية التشريعية لنيو برونزويك ‏ وانتخب عضو مجلس العموم الكندي.